# Zawód pan młody
Zawód pan młody – amerykańska komedia romantyczna z 1991 roku.

## Główne role
- Kim Basinger – Vicki Anderson
- Alec Baldwin – Charley Pearl
- Elisabeth Shue – Adele Horner
- Robert Loggia – Lew Horner
- Armand Assante – Bugsy Siegel
- Paul Reiser – Phil
- Fisher Stevens - Sammy
- Peter Dobson - Tony
- Steve Hytner - George
- Jeremy Roberts - Gus
- Big John Studd - Dante
- Tony Longo - Sam
- Tom Milanovich - Andy
- Tim Hauser - Woody